# Jonah Lomu
Siona Tali Lomu, detto Jonah (Auckland, 12 maggio 1975 – Auckland, 18 novembre 2015), è stato un rugbista a 15 neozelandese, in carriera attivo nel ruolo di tre quarti ala.
Considerato tra le migliori ali d'ogni epoca della sua disciplina nonché il testimonial più eminente del nuovo corso del rugby professionistico dopo le sue prestazioni alla Coppa del Mondo di rugby 1995 in Sudafrica, subì la brusca interruzione della sua carriera a soli 24 anni a causa di una sindrome nefrosica che rese necessario un trapianto di rene; ebbe un breve rientro in attività, ma i problemi di salute derivanti dalla sua malattia non ne permisero mai un completo ritorno ai livelli di prima del 1999 e, nel 2010, si ritirò definitivamente dopo una stagione da dilettante in Francia.
La sua malattia renale è ritenuta tra le cause primarie dell'arresto cardiaco a seguito del quale morì ad Auckland, sua città natale, il 18 novembre 2015.
A livello sportivo militò in patria negli Auckland Blues, negli Chiefs e negli Hurricanes, e salì prepotentemente alla ribalta internazionale durante la citata Coppa del Mondo di rugby 1995 in cui gli All Blacks giunsero fino alla finale, poi persa contro il Sudafrica.
Jonah Lomu fu il più giovane neozelandese ad aver disputato un test match con gli All Blacks e, con 15 realizzazioni in due edizioni di torneo (1995 e 1999), è, insieme al sudafricano Bryan Habana, il miglior marcatore di mete della Coppa del Mondo.
Per i suoi meriti sportivi figura dal 2007 nell'International Rugby Hall of Fame e, dal 2011, in quella di World Rugby, oltre ad avere ricevuto, in patria, l'onorificenza dell'Ordine al merito della Nuova Zelanda.

## Biografia

### Le origini
Nato nel 1975 da genitori tongani, Siona Tali Lomu crebbe in un quartiere border line ed emarginato di Auckland in cui assistette all'uccisione di un suo zio con un machete; frequentò le scuole al Wesley College, istituto metodista dove il suo nome Siona fu cambiato in Jonah e della cui squadra di rugby iniziò subito a fare parte.
A scuola Lomu si mise in luce non solo per la tecnica, ma anche per la sua velocità: vanta infatti un personale di 10 secondi e 8 decimi sui 100 metri piani, stabilito durante la frequenza delle superiori.
Divenuto capitano del Wesley College nel 1993, fu convocato nella nazionale neozelandese a sette per i vittoriosi Hong Kong Sevens del 1994, in cui Lomu si distinse come miglior giocatore del torneo; esordì inoltre, nello stesso anno, nel Campionato nazionale provinciale neozelandese con la federazione di Counties Manukau, delle cui giovanili già faceva parte da quando aveva 14 anni.

### La fama internazionale
Ancora nel 1994, con pochissimi incontri ufficiali di club alle sue spalle, fu convocato per gli All Blacks, divenendo all'epoca, a 19 anni, un mese e 14 giorni, il più giovane debuttante neozelandese in un test match: l'esordio avvenne a Christchurch il 26 giugno contro la Francia, e i Bleus si imposero per 22-8; fu in campo anche nel successivo incontro della serie, quando i francesi vinsero 23-20 ad Auckland grazie a una meta allo scadere di Sadourny; il C.T. Laurie Mains lo incluse nella rosa che l'anno successivo prese parte alla Coppa del Mondo di rugby 1995 in Sudafrica, che segnava il rientro nelle grandi competizioni internazionali degli Springbok (la locale Nazionale di rugby) dopo la fine dell'apartheid.

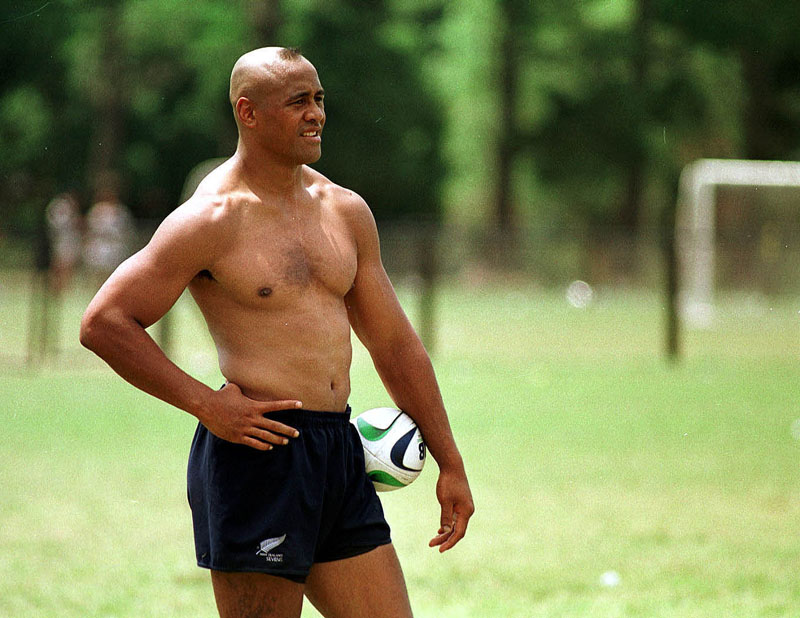
Lomu durante un allenamento in Argentina con gli All Blacks (2001)

Lomu realizzò i suoi primi punti internazionali nella gara d'esordio della Nuova Zelanda nel torneo contro l'Irlanda (vittoria 43-19); dopo avere vinto il girone a punteggio pieno e battuto la Scozia nei quarti di finale, fu in semifinale, al Newlands Stadium di Città del Capo il 18 giugno contro l'Inghilterra, che il giocatore salì prepotentemente alla ribalta: dopo circa un minuto e mezzo dall'inizio della gara, ricevuta da Graeme Bachop la palla sul fronte sinistro di gioco, Lomu corse verso la linea di meta inutilmente placcato dapprima da Tony Underwood, poi da Will Carling, allontanato con un braccio, e infine da Mike Catt, sopra il quale Lomu passò letteralmente prima di marcare i primi punti; benché sia gli osservatori che lo stesso Lomu non ritenessero tale meta la migliore segnata nell'incontro, tuttavia essa è considerata esemplificativa della potenza che la squadra mise in campo in quella partita, vinta 45-29.
Al riguardo, Lomu ammise che senza il tentativo di placcaggio di Catt probabilmente non sarebbe rimasto in piedi e non avrebbe avuto la spinta finale per raggiungere la linea di meta e segnare; anni dopo Catt raccontò di avere deciso solo all'ultimo momento di placcare Lomu alle gambe invece di tentare di fermarlo trattenendolo per il corpo, e confermò che senza l'inciampo che il suo tentativo di placcaggio aveva provocato Lomu avrebbe tentato lo scarto laterale o l'aggiramento, perdendo tempo; Catt invece cadde e Lomu, rimasto in piedi, gli passò sopra ed ebbe strada libera.
Nella successiva finale, tuttavia, i padroni di casa vinsero 15-12 al termine di una partita equilibrata, decisa solo da un drop dello Springbok Joël Stransky.

### Il passaggio al professionismo e la malattia
Nell'agosto 1995 il rugby a 15 divenne professionistico e, con la nascita del consorzio SANZAR e l'istituzione del Super Rugby, Lomu entrò a fare parte, a partire dal 1996, della franchise degli Auckland Blues, cui la provincia di Counties-Manukau afferisce.

Lomu, placcato da Stefano Bordon, durante un test match a Bologna nel 1995 tra e All Blacks

Contemporaneamente gli fu diagnosticata una disfunzione renale, della quale non erano state tuttavia ancora percepite le proporzioni ma i cui primi effetti erano già stati avvertiti nel corso della Coppa; ulteriori indagini appurarono essere una sindrome nefrosica.
Con i Blues Lomu vinse le prime due edizioni del Super Rugby, e in Nazionale partecipò alla prima edizione del Tri Nations, vincendolo con quattro vittorie su quattro incontri; a causa di una risorgenza della malattia non prese parte né ai test di fine anno 1996 né a quelli di metà 1997, tornando disponibile per gli impegni internazionali solo alla fine di quell'anno; ancora, fu presente alla Coppa del Mondo di rugby 1999 dove la Nuova Zelanda giunse fino al quarto posto.
Dopo la competizione mondiale Lomu, che già un anno prima aveva lasciato i Blues per trasferirsi nella franchise di Waikato degli Chiefs, firmò un contratto biennale per la federazione provinciale di Wellington e per la franchise ad essa collegata, gli Hurricanes, al fine di stare vicino alla sua compagna dell'epoca, Teina Stace, che viveva nella capitale neozelandese.
Nel biennio successivo Lomu apparve regolarmente in squadra sia per gli Hurricanes che per la Nazionale, ma a marzo 2003 le sue condizioni di salute si deteriorarono rapidamente a causa della sua malattia renale, che lo costrinse a sospendere l'attività sportiva per entrare in dialisi al ritmo di tre sedute settimanali; qualche mese più tardi, in agosto, si ipotizzò un suo possibile ritorno, ma non gli fu possibile andare oltre le sedute di preparazione per la stagione di campionato provinciale con Wellington, e di conseguenza non fu neppure convocato per la Coppa del Mondo di rugby 2003 in Australia; in aggiunta a ciò, il personale che lo aveva in cura decretò che solo un trapianto di rene avrebbe potuto affrancare Lomu dalla necessità di effettuare sedute di dialisi periodiche.
Finalmente, nel 2004, gli fu possibile sottoporsi all'operazione di trapianto, grazie alla donazione di un rene da parte del suo amico e speaker radiofonico Grant Kereama.

### Il ritorno all'attività sportiva e i due ritiri
Al termine del periodo di convalescenza Lomu, impossibilitato a trovare un contratto in Nuova Zelanda, firmò un accordo con la franchise gallese di Celtic League dei Cardiff Rugby, della durata di sette mesi, fino alla fine del torneo; le condizioni economiche del contratto prevedevano un compenso di 3 000 sterline a settimana legate all'idoneità fisica a scendere in campo.

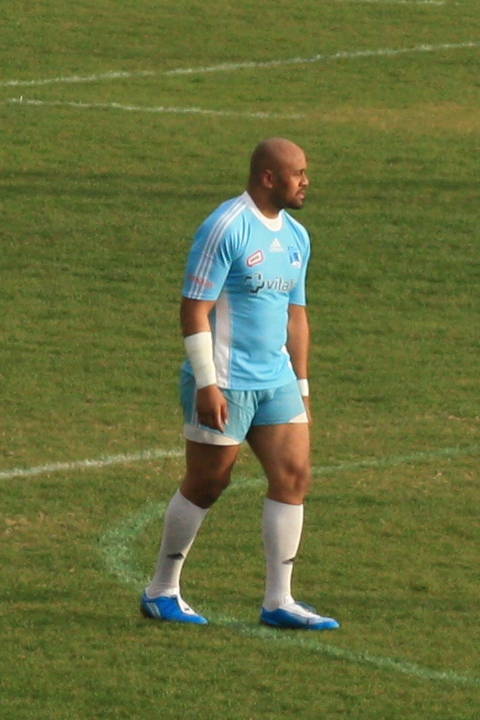
Lomu con la maglia del Marsiglia, 2009

Il suo primo incontro ufficiale con i Cardiff Blues fu a dicembre 2005, nella fase a gironi di Heineken Cup contro il Calvisano: nella cittadina del Bresciano il ritorno alle competizioni di Lomu fu salutato con una standing ovation del pubblico del “San Michele” che, per l'occasione, assiepò gli spalti dell'impianto (più di 3 000 spettatori).
L'incontro di ritorno, disputatosi all'Arms Park di Cardiff, registrò un picco di 11 764 spettatori, record di affluenza contro un avversario proveniente dall'Italia, capace di mobilitare in precedenza non più di 4 000 paganti.
Il suo periodo a Cardiff terminò bruscamente ad aprile 2006 a seguito dell'infortunio a una caviglia durante un incontro di Celtic League contro i Borders.
A settembre tornò in Nuova Zelanda per disputare il campionato provinciale nazionale con North Harbour, per il quale aveva un contratto biennale siglato ad aprile dell'anno precedente, ma dopo solo tre incontri il club rese noto di non averne più bisogno perché puntava sui giovani, offrendogli un ruolo da tecnico che Lomu non accettò.
Non trovando ulteriori ingaggi, Lomu decise il ritiro dalle competizioni nel 2007.
In quello stesso anno fu ammesso nell'International Rugby Hall of Fame.
A due anni dal ritiro destò interesse il suo ritorno in campo, nelle file di un club francese di Fédérale 1 (la terza divisione nazionale), il Marseille-Vitrolles.
Il ritorno non durò che una stagione, nel corso della quale Lomu disputò solo sette incontri; al termine del campionato giunse il ritiro definitivo.
Nel corso della sua carriera Lomu vanta anche diversi inviti nei Barbarians tra il 2000 e il 2002.
Al momento della sua ultima partita internazionale (2002) Lomu era il terzo miglior realizzatore di mete per gli All Blacks, 37, dopo Christian Cullen e Jeff Wilson; in seguito fu superato da Doug Howlett e Joe Rokocoko.
Soltanto eguagliato da Bryan Habana nel 2015, invece, è il suo record di mete realizzate nella Coppa del Mondo, 15 in undici incontri nelle edizioni 1995 e 1999.
Nell'ottobre del 2011 Lomu fu ammesso anche nella Hall of Fame dell'IRB.
A ottobre 2011 fu reso noto che il rene trapiantato a Lomu sette anni prima stava dando cenni di cedimento; l'ex giocatore si sottopose nuovamente a dialisi e a una terapia conservativa dell'organo, ma appena quattro mesi più tardi, a febbraio 2012, i sanitari gli comunicarono la necessità di un nuovo trapianto, per il quale tuttavia non fu mai reperito un donatore.

### Le ultime apparizioni pubbliche e la morte
In occasione della Coppa del Mondo di rugby 2015 Lomu fu in Inghilterra come testimonial della competizione, sebbene le sue condizioni di salute rendessero ormai di fatto improcrastinabile un trapianto di rene.
Dopo il termine della competizione ebbe una breve vacanza con la famiglia a Dubai nel suo viaggio di ritorno in Nuova Zelanda; rientrato ad Auckland, la mattina del 18 novembre successivo subì un arresto cardiaco, secondo il medico di famiglia dovuto a complicazioni legate alla sua malattia renale; il decesso fu quasi istantaneo.
La notizia della scomparsa di Lomu, avvenuta quando in Europa e nelle Americhe era ancora notte, fu rilanciata nella mattinata da tutti i maggiori quotidiani.
Parimenti fu la notizia di apertura sia di World Rugby così come di quella dei siti web di molte federazioni nazionali rugbistiche.
Nell'omaggio da parte della Federazione inglese, Mike Catt, nel frattempo divenuto allenatore alla tattica della propria Nazionale, scrisse che Lomu rappresentò un modello e un incentivo per molti giovani ad appassionarsi al rugby e a intraprendere la carriera sportiva.
Qualche giorno più tardi la causa della morte di Lomu fu individuata in un possibile trombo polmonare sviluppatosi durante il volo di ritorno da Londra o Dubai.
Il 30 novembre il suo feretro fu esposto all'Eden Park di Auckland per ricevere il pubblico omaggio di autorità civili, vertici del rugby mondiale e tifosi per poi ricevere, il giorno dopo, un funerale religioso e sepoltura in forma privata.

## Vita privata
Jonah Lomu fu sposato tre volte. Il suo primo matrimonio, contratto nel 1996 a vent'anni, fu con la diciannovenne sudafricana Tanya Rutter; l'unione durò solo un paio d'anni, allorché Lomu conobbe la connazionale Teina Stace, di Wellington, che fu alla base del citato trasferimento agli Hurricanes; benché avesse manifestato l'intenzione di sposare la sua nuova compagna, il matrimonio non avvenne mai, perché nel frattempo Lomu aveva allacciato una nuova relazione con colei che divenne successivamente la sua seconda moglie, Fiona Taylor, sposata nell'agosto 2003.
Dopo circa quattro anni di matrimonio, a fine 2007, fu reso noto che Jonah Lomu e sua moglie Fiona avevano preso «una pausa di riflessione», che in seguito si scoprì essere dovuta al fatto che Lomu aveva iniziato un nuovo rapporto con Nadene Quirk, all'epoca moglie del giocatore dei Blues Jarek Goebel; tale notizia giunse insieme a quella dell'imminente divorzio di Lomu.
Lomu e Nadene Quirk si sposarono a giugno 2011; alla data del matrimonio la coppia aveva due figli.
Il matrimonio fu officiato da un ministro della Chiesa di Gesù Cristo dei santi degli ultimi giorni, confessione della quale Nadene faceva parte e a cui anche Lomu si convertì.
Nel 2007 gli fu conferita l'onorificenza di membro dell'Ordine al merito della Nuova Zelanda per il suo contributo al rugby.
Fu, anche, testimonial dell'ONG monegasca Peace and Sport, nata con lo scopo di portare la pace in zone di guerra attraverso la promozione di progetti sportivi tramite atleti di rilievo internazionale.

## Nella cultura di massa

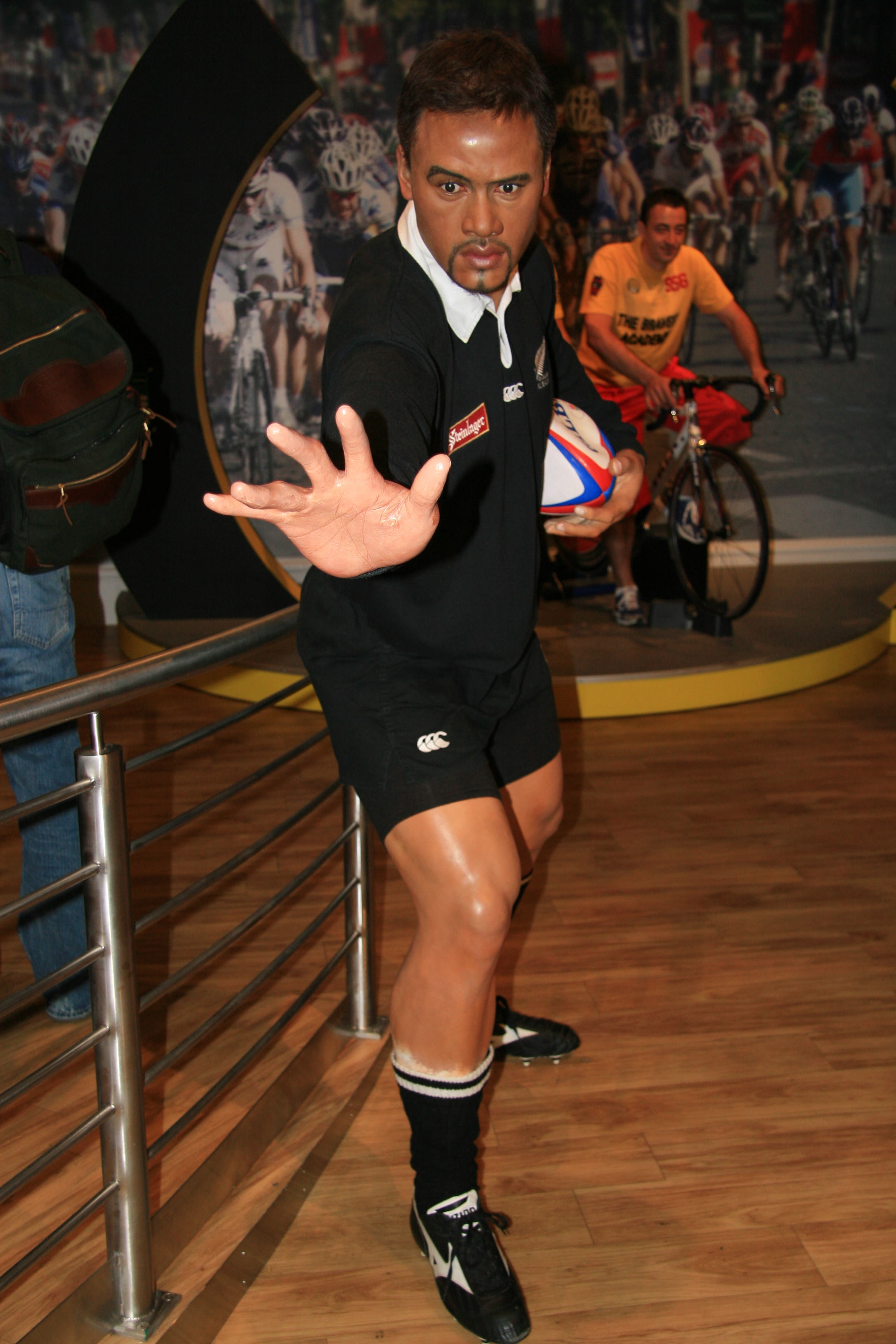
La statua di cera di Lomu al museo londinese di Madame Tussauds

Nel 1995, immediatamente dopo il passaggio al professionismo del rugby a 15 e il reperimento di una somma necessaria per scongiurare un eventuale passaggio di Lomu al rugby a 13 o perfino al football americano in NFL, la New Zealand Rugby Football Union annunciò di aver messo sotto contratto Lomu e depositato il suo nome come marchio registrato, con tutti i diritti di sfruttamento commerciale del nome a ciò conseguenti.
Una statua in grandezza naturale di Jonah Lomu figura dal 1997 nel noto museo delle cere di Madame Tussauds a Londra.
Nel 1999 uscì una sua biografia non ufficiale, Blood & Thunder, a opera del giornalista Phil Shirley.
Nel 2004 fu data alle stampe, altresì, la sua biografia ufficiale, My Story (uscita anche in italiano), scritta insieme al giornalista Warren Adler.
Nel 2012 ne uscì un'edizione riveduta e corretta.
Nel film del 2009 Invictus, diretto da Clint Eastwood, che narra del processo di riappacificazione nel Sudafrica post-apartheid che trova il suo culmine proprio nella vittoria degli Springbok alla Coppa del Mondo di rugby 1995, Lomu, al pari di altri giocatori come il capitano sudafricano François Pienaar, divenne un personaggio del film; a interpretarlo sul grande schermo fu l'ex rugbista, suo connazionale, Isaac Feau'nati.

## Palmarès
- Super Rugby: 2
Blues: 1996, 1997
- National Provincial Championship: 1
Wellington: 2000

## Opere
- Jonah Lomu, Warren Adler, La mia storia, Milano, Libreria dello Sport, 2006  [2004], ISBN 88-86753-91-8.